# Casa de Báthory
La Casa de Báthory fue una familia aristrocrática húngara de gran influencia tardomedieval en Europa Central. La familia Báthory se divide en dos ramas a mediados del siglo XV, los Báthory de Ecsed y los Báthory de Somlya. Entre sus miembros destacan:

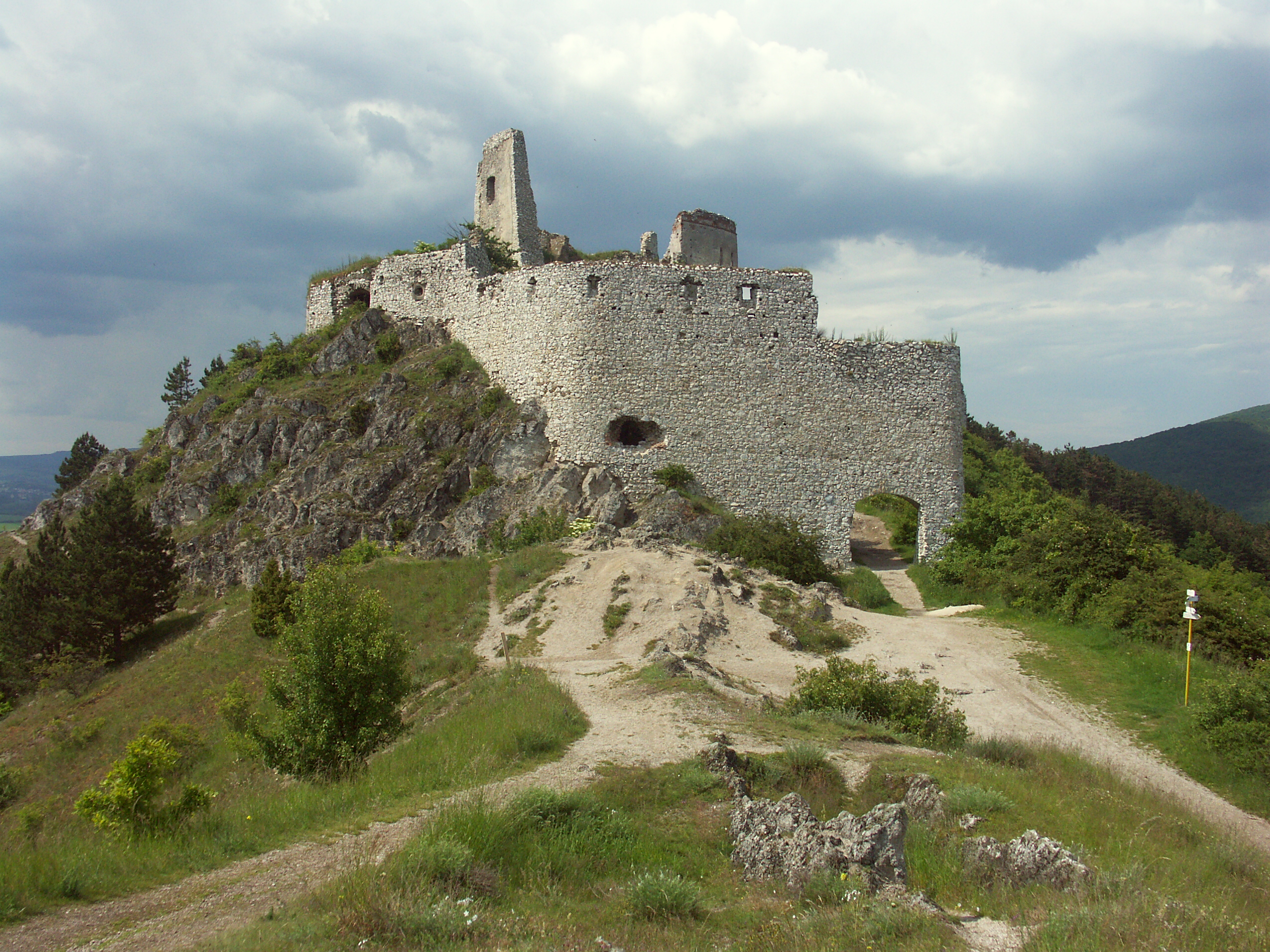
Ruinas del Castillo de Čachtice (Csejte), actual Trenčín (Eslovaquia) posesión de los Báthory. En la habitación de su torre fue emparedada en vida Isabel Báthory, tras su condena en juicio celebrado en Bytča (actual Eslovaquia) por torturar y asesinar a 650 doncellas.

- Esteban Báthory de Ecsed (1430 – 1493). Voivoda de Transilvania. El 4 de julio de 1490 derrotó los ejércitos de Juan Corvino, quien reclamaba el trono húngaro de su fallecido padre el rey Matías Corvino de Hungría.

- Esteban Báthory de Somlya (1477-1534). Voivoda de Transilvania.

- Esteban Báthory de Ecsed (1555 - 1605). Gobernador de provincia y defensor del protestantismo en Hungría.

- Jorge Báthory de Ecsed (siglo XVI). Comandante militar húngaro. Padre de la "Condesa Sangrienta" Isabel Báthory.

- Esteban I Báthory de Somlya (1533-1586). Hijo menor de Esteban Báthory. Príncipe de Transilvania y posteriormente Rey de Polonia.

- Cristóbal Báthory de Somlya (1530-1581). Hermano mayor de Esteban Báthory.

- Segismundo Báthory de Somlya (1572-1613). Hijo de Cristóbal Báthory. Príncipe de Transilvania.

- Griselda Báthory de Somlya (1569-1590). Hija de Cristóbal Báthory. Casada con Juan Zamoyski.

- Andrés Báthory de Somlya. Primo de Segismundo Báthory. Príncipe de Transilvania.

- Gabriel Báthory de Somlya (1589-1613). Sobrino de Andrés Báthory. Príncipe de Transilvania.

- Elizabeth Báthory de Ecsed (7 de agosto de 1560 - 21 de agosto de 1614). Esposa del conde Ferenc Nádasdy.

- Sofía Báthory de Somlya (1629-1680). Nieta de Gabriel Báthory, casada con el Príncipe Jorge Rákóczi II de Transilvania. Como católica promovió la Ortodoxia del Este y persiguió a los protestantes en sus dominios.

Existe una tercera rama que subsistió muchos siglos después, los Báthory de Simolin.